# Rhododendron sulfureum
Rhododendron sulfureum är en ljungväxtart som beskrevs av Adrien René Franchet. Rhododendron sulfureum ingår i släktet rododendron, och familjen ljungväxter. Inga underarter finns listade i Catalogue of Life.